# النويبع
النويبع قرية سعودية، ومركز إداري يتبع محافظة رابغ بمنطقة مكة المكرمة. تقع في شرق مدينة رابغ بمسافة (35) كم.

## التاريخ
يطل مركز النويبع بتكويناتة الجغرافية المتنوعة مابين السهول والوديان وتلال الحرات البركانية تتخللة مزارع النخيل وشجر الدوم ومزارع الحمضيات وتقول المصادر التاريخية إن سبب تسمية نويبع يعود إلى كثرة الينابيع العذبة وهي ارض صالحة للزراعة بأنواعها وكذلك زراعة البطيخ التي يشتهربة في مواسم الأمطار ورعي الماشية

## الموقع الجغرافي
هي شمال منطقة مكة المكرمة تبعد عن محافظة رابغ 35 كم. وعن مكة المكرمة 226 كم.

## المناخ
يسود منطقة مكة المناخ الصحراوي الحار مثل أغلب مدن شبه الجزيرة العربية،[59] ونظراً لوجود مكة بالمنطقة المدارية، وبُعدها النسبي عن ساحل البحر الأحمر فهي تتميز بمناخ جاف نسبياً، وترتفع درجة حرارتها كثيراً في فصل الصيف فتصل في شهر يونيو إلى ما يقارب 47° مئوية، أما في فصل الشتاء فتختلف مكة عن باقي مدن الجزيرة العربية، فهي تتميز بمناخ دافئ وتترواح درجة الحرارة بين 25° مئوية نهاراً و 17° مئوية ليلاً،[59]